# Cacozelia latens

Cacozelia latens est une expression latine qui désigne l'opposition à Auguste manifestée par des vers à double sens chez les poètes du cercle de Mécène, pourtant réputés faire la propagande de l'empereur.

## Origine de l'expression
C’est dans la Vita Vergili de Donat, tributaire de Suétone, que se rencontre l’expression cacozelia latens : «M. Vipsanius a Maecenate eum [sc. Vergilium] suppositum appellabat nouae cacozeliae repertorem [ou repertore], non tumidae nec exilis, sed ex communibus uerbis atque ideo latentis.»
« M. Vipsanius (Agrippa) accusait Virgile d’être commandité par Mécène comme inventeur d’un nouveau type de « cacozélie » qui n’était ni enflé ni maigre, mais qui reposait sur l’emploi de mots « communs », et passait ainsi inaperçu ». Le choix entre repertorem (Virgile inventeur) et repertore (Mécène inventeur) est secondaire. En s’appuyant sur ce même Suétone, ainsi que sur Quintilien, les interprètes ont cru que Marcus Vipsanius Agrippa reprochait ici à Virgile une sorte de préciosité, d’affectation stylistique de mauvais aloi. Pourtant, la préciosité ne se cache pas, mais s’exhibe au contraire. D’ailleurs, s’il s’agissait de préciosité, on devrait au moins comprendre communia uerba au sens de « mots à double entente », car la préciosité cherche avant tout à se distinguer du vulgaire, et s’efforce au maximum d’éviter le vocabulaire « courant, commun ». Il s’agirait donc, en tout état de cause, d’une écriture cryptée. Ce que confirme le terme latens (caché). Mais qu’avait donc Virgile à cacher ? Agrippa, avant tout un soldat et un politique, ne se souciait guère de critique littéraire, et le ton aigre et acrimonieux de son accusation ne peut s’expliquer que par des raisons d’ordre politique, comme le montre la collusion qu’il dénonce entre Mécène et son protégé (suppositum : c’est un complot). La rivalité entre Agrippa et Mécène est bien connue, et c’était une rivalité politique. Là où donc Suétone et Quintilien appliquent le terme cacozelia à la forme (« mauvais goût », « recherche du laid »), Agrippa le réfère essentiellement au fond et aux idées (« mauvais esprit », « recherche du mal »). Ainsi se trouve non seulement légitimée, mais appelée de toute nécessité, la recherche, non seulement dans l’œuvre de Virgile, mais dans l’ensemble de la poésie augustéenne, de ce « mauvais esprit » qui irritait tellement Agrippa. Certains, dont Jean-Yves Maleuvre, vont même jusqu'à faire un lien entre cette question et la mort prématurée de Virgile, Horace, Properce, Tibulle… ou l'exil d'Ovide. 
Toutefois les interprétations de Jean-Yves Maleuvre ont été vivement critiquées, selon Simone Viarre elles relèvent d'un "délire" élaboré "dans une sorte de méticulosité dévoyée" et constituent "de vains échafaudages qui détournent de leur sens aussi bien la philologie que l'histoire littéraire". 